# Dead Man Walking – Sein letzter Gang
Dead Man Walking – Sein letzter Gang ist ein US-amerikanischer Spielfilm aus dem Jahr 1995, der sich mit dem Thema Todesstrafe auseinandersetzt. Das mit einem Budget von elf Millionen US-Dollar unter Regie von Tim Robbins entstandene Drama kam am 11. April 1996 in deutsche Kinos.
Der Film basiert auf authentischen Begebenheiten, die die Ordensschwester Helen Prejean in ihrem Buch Dead Man Walking – Sein letzter Gang schildert. Der Film kombiniert zwei wirkliche Straffälle, um einen tiefergreifenden Handlungsablauf zu erreichen.

## Handlung
Bereits seit sechs Jahren sitzt Matthew Poncelet aufgrund eines mit einem Komplizen begangenen Mordes an einem jugendlichen Paar in der Todeszelle, als er sich angesichts des heranrückenden Hinrichtungstermins an die Nonne Helen Prejean wendet, damit diese eine erneute gerichtliche Untersuchung erwirkt.
Helen nimmt zu ihm Kontakt auf und besucht ihn. Dabei findet sie zu ihrer Überraschung einen arroganten, sexistischen, rassistischen und von jeglicher Reue weit entfernten Menschen vor, der weiterhin seine Unschuld beteuert.
Zwischen den beiden entwickelt sich eine immer intensiver werdende Beziehung, und Helen versucht zu erreichen, dass die Strafe in lebenslange Haft gemindert wird.
Bei ihren Bemühungen lernt sie sowohl die Angehörigen der Opfer als auch die des Täters näher kennen. Dabei werden Menschen gezeigt, die nach Gerechtigkeit verlangen und die Bemühungen der Nonne mit Unverständnis und Ablehnung betrachten, aber auch das Leben der mit dem Täter verbundenen Menschen wird beleuchtet.
Poncelet begibt sich auf einen langen, äußerst schmerzhaften Weg der eigenen Wahrheitsfindung, an dessen Ende das Eingeständnis der eigenen Tat steht und quasi im Augenblick des Todes durch die Giftspritze die Bitte um Vergebung an die Angehörigen der Opfer ergeht.

## Hintergrund
Dead Man Walking war der Ruf, den US-amerikanische Gefängniswärter benutzten, wenn ein zum Tode Verurteilter aus seiner Zelle zum Hinrichtungsraum geführt wurde. Die Übersetzung in der deutschen Filmfassung lautet „Toter Mann kommt“; im Filmtitel wurde jedoch der US-amerikanische Originalausdruck beibehalten. In den USA wurde das Motiv des Begriffs „Dead Man Walking/Toter Mann kommt“ bereits bei vielen Bands in Songs verwendet, zum Beispiel benannte die Musikgruppe Body Count einen ihrer Songs „Dead Man Walking“.
Die fiktive Figur des Matthew Poncelet ist zwei US-amerikanischen Mördern, Elmo Sonnier und Robert Lee Willie, nachempfunden, die beide eine ähnliche Straftat begangen hatten und hierfür 1984 auf dem Elektrischen Stuhl hingerichtet wurden. Poncelets äußeres Erscheinungsbild ist deutlich an das von Willie angelehnt, den Helen Prejean tatsächlich bis zu seiner Hinrichtung begleitet hatte und über den sie die Buchvorlage Dead Man Walking – Sein letzter Gang schrieb.
Der Film wurde vielfach als Appell gegen die Todesstrafe verstanden – die äußerste Auseinandersetzung Poncelets mit seiner Tat wird jedoch letztlich erst in der unausweichlichen Konsequenz seiner Hinrichtung erreicht. So entlässt der Film den Zuschauer ohne eine einfache Antwort.
Das Buch war auch die Vorlage für die Opernfassung Dead Man Walking von Jake Heggie und Terrence McNally, die 2000 in San Francisco uraufgeführt wurde. Die europäische Premiere fand am 7. Mai 2006 in der Dresdner Semperoper statt.

## Kritiken
„Keine Polemik für oder gegen die Todesstrafe, sondern eine mit äußerster künstlerischer Konzentration und sparsamen filmischen Mitteln erzielte Bewusstmachung der geistigen und geistlichen Hilfsbedürftigkeit auf beiden Seiten, der des Täters und der seiner Opfer. Der Versuch, der ‚Komplexität der Dinge‘ näherzukommen, führt unmerklich in eine spirituelle Dimension, die den Film von den Meisten unterscheidet, was heute aus Hollywood in unsere Kinos kommt.“

„Das überzeugende Plädoyer gegen die Todesstrafe lässt auch deren Befürworter zu Wort kommen. […] Fazit: Klug, differenziert und ungemein intensiv.“

„Durch Technik soll garantiert werden, dass man dem Menschen, den man umbringt, dabei doch bestimmt kein bisschen weh tut. […] Wer sich den Film ansieht, weiß ein für allemal, wie das geht. […]“

„Der Verzicht, das Geschehen vermeintlich kinogerecht aufzuladen, vielmehr in meist statischen Kameraeinstellungen sachlich der Auseinandersetzung und den Gesprächen der Beteiligten zu folgen, schafft den hohen Grad an Intensität.“

„‚Dieser Film veredelt das Filmemachen.‘ […] Die schauspielerischen Darbietungen in diesem Film sind über jeden Vergleich erhaben, […]“

„Die stupende Qualität des Films […] war, kein Angebot zu machen, die Empathie mit dem Mörder in der Todeszelle und mit den von ihm auf scheußliche Weise Ermordeten und ihren Angehörigen in irgendeiner Gesamtperspektive aufzulösen. Der Film war auf intelligenteste Weise aporetisch und also ein wirklich guter Ausgangspunkt für die Frage, worum es bei der Todesstrafe eigentlich geht.“

## Synchronisation
| Rolle                   | Schauspieler     | Synchronsprecher         |
| ----------------------- | ---------------- | ------------------------ |
| Schwester Helen Prejean | Susan Sarandon   | Kerstin Sanders-Dornseif |
| Matthew Poncelet        | Sean Penn        | Oliver Stritzel          |
| Hilton Barber           | Robert Prosky    | Jochen Schröder          |
| Earl Delacroix          | Raymond J. Barry | Reinhard Kuhnert         |
| Clyde Percy             | R. Lee Ermey     | Ulrich Voß               |
| Mary Beth Percy         | Celia Weston     | Sonja Deutsch            |
| Helens Mutter           | Lois Smith       | Barbara Adolph           |
| Kaplan Farley           | Scott Wilson     | Jürgen Thormann          |
| Lucille Poncelet        | Roberta Maxwell  | Judy Winter              |
| Schwester Colleen       | Margo Martindale | Regina Lemnitz           |
| Beliveau                | Barton Heyman    | Alexander Herzog         |
| S. Neal Trapp           | Scott Boles      | Roland Hemmo             |
| Walter Hartman          | Peter Sarsgaard  | Rainer Fritzsche         |
| Staatsanwalt Gilardi    | Larry Pine       | Christian Rode           |
| Gouverneur Benedict     | Kevin Cooney     | Manfred Wagner           |
| State Trooper           | Clancy Brown     | Tilo Schmitz             |
| Krankenschwester        | Adele Robbins    | Joseline Gassen          |
| Craig Poncelet          | Jack Black       | Simon Jäger              |

## Auszeichnungen
Oscarverleihung 1996
- Auszeichnung in der Kategorie Beste Hauptdarstellerin für Susan Sarandon
- Nominierung in der Kategorie Bester Hauptdarsteller für Sean Penn
- Nominierung in der Kategorie Beste Regie für Tim Robbins
- Nominierung in der Kategorie Bester Filmsong: Dead Man Walking für Bruce Springsteen

Golden Globe Awards 1996
- Nominierung in der Kategorie Bester Hauptdarsteller – Drama für Sean Penn
- Nominierung in der Kategorie Beste Hauptdarstellerin – Drama für Susan Sarandon
- Nominierung in der Kategorie Bestes Drehbuch für Tim Robbins

Screen Actors Guild Awards 1996
- Auszeichnung in der Kategorie Beste Hauptdarstellerin für Susan Sarandon
- Nominierung in der Kategorie Bester Hauptdarsteller für Sean Penn

Berlinale 1996
Der Film nahm am Wettbewerb der Berlinale 1996 teil. Sean Penn erhielt einen Silbernen Bären für seine darstellerische Leistung. Tim Robbins erhielt den Preis der Ökumenischen Jury (Wettbewerb) sowie den Leserpreis der Berliner Morgenpost.
David di Donatello Awards 1996
- Beste ausländische Schauspielerin: Susan Sarandon

Independent Spirit Awards 1996
- Bester Hauptdarsteller: Sean Penn

Humanitas-Preis 1996
- Kategorie Spielfilm: Tim Robbins

Political Film Society 1997
- PFS Award für Exposé

Chlotrudis Awards 1996
- Bester Film
- Bester Hauptdarsteller: Sean Penn
- Beste Hauptdarstellerin: Susan Sarandon